# 아이러브스탁
아이러브스탁은 QBS가 자체제작하여 방송했던 대한민국의 시청자 참여 경제 프로그램이다.

## 주요 코너
- 이슈와 시장
- 종목 올림픽
- 친절한 클리닉

## 제작진
- 진행 : 예민수, 장송이
- 연출 : 유미나
- 작가 : 이보름
- 조연출 : 김지수, 오은정

## 관련 보기
- 디지털 멀티미디어 방송